# VGA
VGA (скраћено од енгл. Video Graphics Array) је аналогни рачунарски видео стандард који је први пут патентирао IBM 1987. године у PS/2 рачунарима.
Коришћен је као најбољи и најскупљи IBM видео стандард тог времена, друго побољшање од CGA после EGA. Са подршком за веће резолуције, допринео је даљем развоју графичких корисничких интерфејса на PC-у, као што је Windows.
Стандардне (прописане стандардом) VGA графичке резолуције су:
- 640×480×16 (са 16 боја или црно-бело)
- 640×350×16 (са 16 боја)
- 320×200×16 (са 16 боја)
- 320×200×256 (са 256 боја)

Најчешћа резолуција која је у употреби је прва, 640×480 (са 16 боја).
Такође, 15-иглични VGA D-конектор користи се за повезивање графичких картица на аналогне мониторе, а такође — већина дигиталних  монитора још увек (од 2007. године) има осим DVI конектора и стари VGA аналогни конектор.

## Технички подаци

### Контролисање
VGA контролер складишти регистре за комуникацију са системом на портовима од 0×3C0 до 0×3D4. Грешка при намештању контролора катодне цеви (CRTC) може довести до oштећења монитора - и код CRT и код LCD - исто важи за видео картице које немају заштиту од преоптерећујућих подешавања.
На PC рачунарима, BIOS позиви се често користе да би се појединставило мењање видео режима. Пример:
```
mov
 
ax
,
 
0

mov
 
al
,
 
12
h

int
 
10
h

```

### Видео режими
| Име | Резолуција | Боја    |
| --- | ---------- | ------- |
| 4h  | 320×200    | 4       |
| 5h  | 320×200    | 4 сивих |
| Dh  | 320×200    | 16      |
| Eh  | 640×200    | 16      |
| Fh  | 640×350    | 2       |
| 10h | 640×350    | 16      |
| 11h | 640×480    | 2       |
| 12h | 640×480    | 16      |
| 13h | 320×200    | 256     |

Остали BIOS видео режими се не користе, како су лакоречено "бизарни".

### Меморијски бафери
Користи 4 "равни" од по 64KiB, давајући VGA уређајима укупно 256KiB видео меморије. Режими:

#### 4-битни
Сваки бит пиксела се налази у по једној равни, тј. 8 пиксела у једном бајту распрострањени су на 4 равни.

#### 8-битни

##### Линеарни режим
Режим 13h користи 64KiB само једне равни, па сваки следећи бајт представља следећи пиксел.

##### Планарни режим
Слично као 4-битни режим, свака 2 бита пиксела се налазе у по једној равни, тј. 4 пиксела у једном бајту распрострањени су на 4 равни.

#### Текстуални режим
Уместо пиксела користи ћелије.

## Пример
- графичка резолуција 640×480×16 (Режим 12h)
- графичка резолуција 320×200×256 (Режим 13h)